# Frederik Rung
Frederik Rung (født 14. juni 1854 i København, død 22. januar 1914 smst) var en dansk dirigent og komponist. Han var søn af Henrik Rung og bror til Georg Rung og Sophie Keller. Fra 1908 og til sin død var han kapelmester for Det Kongelige Kapel som afløser for Johan Svendsen.
Frederik Rung blev elev af sin far og studerede 1867-70 på Det Kgl. Danske Musikkonservatorium under J.P.E. Hartmann og Niels W. Gade. Som 12-årig optrådte han i 1866 for første gang offentligt på viola d'amore og samme år blev han ansat på Det Kongelige Teater på guitar, mandolin og viola d'amore. Året efter blev han tildelt et legat og tog på studierejse udenlands. I 1872 blev han operarepetitør, i 1884 dirigent og 1908 1. kapelmester.
Derudover var han fra 1881 til 93 klaverlærer ved Musikkonservatoriet. Han overtog i 1877 Cæciliaforeningen efter sin far og dannede et særligt madrigalkor, der i 1897 sang ved en musikfest ved den store udstilling i Stockholm og i 1900 optrådte til stor applaus på verdensudstillingen i Paris.
Som komponist var Rung særdeles produktiv og alsidig. Han skrev musik til Christian Molbechs skuespil Faraos Ring (1879), operaerne Det hemmelige Selskab (1888) og Den trekantede Hat (1895), musik til Holger Drachmanns skuespil Tusind og en Nat (1892), balletterne Aditi (1879) og En Karnevalsspøg i Venedig (1890), en symfoni, en suite for strygere, en serenade, 2 strygekvartetter, en klaverkvintet og adskillig anden kammermusik. Dertil flerstemmige sange og mere end 70 romancer. Han udgav sammen med Thomas Laub Sangmusik fra det 17. og 18. aarhundrede og alene stod han for Musik fra den danske Skueplads i 4 bind. Han var Ridder af Dannebrog og Dannebrogsmand.
Han er begravet på Solbjerg Parkkirkegård.